# Prix Bernard-Mazières du livre politique
Le prix Bernard-Mazières du livre politique est un prix littéraire remis depuis 2014 au meilleur livre ayant traité de thématiques politiques. Il porte le nom de Bernard Mazières, un journaliste politique au Parisien, assassiné en décembre 2010,.

## Palmarès
| Année | Titre                                                                | Auteur                                                            | Éditeur      | Sujet |
| ----- | -------------------------------------------------------------------- | ----------------------------------------------------------------- | ------------ | --- |
| 2014  | La Captive de Mitterrand                                             | David Le Bailly                                                   | Stock        | Le journaliste enquête sur Anne Pingeot, qui fut la compagne cachée du président François Mitterrand,. |
| 2015  | Le Mauvais Génie                                                     | Ariane Chemin et Vanessa Schneider                                | Fayard       | Les journalistes analysent l'ascension de Patrick Buisson, conseiller du président Nicolas Sarkozy et ses rapports conflictuels. Le titre est emprunté au roman éponyme de la Comtesse de Ségur,.                                                                   |
| 2016  | Lapins et merveilles                                                 | Gaël Tchakaloff                                                   | Flammarion   | La journaliste enquêta 18 mois sur Alain Juppé, alors en pleine campagne des républicains pour la présidentielle de 2017. Le titre fait référence à une manie de Juppé qu'est de beaucoup regarder sa montre, comme le lapin blanc d'Alice au pays des merveilles,. |
| 2017  | Dans l'enfer de Montretout                                           | Olivier Beaumont                                                  | Flammarion   | Le journaliste analyse l'intimité et les secrets de la famille Le Pen, de 1976 à 2016, à Montretout, le château familial à Saint-Cloud,. |
| 2017  | Prix spécial : Le journal du off : dans les coulisses de la campagne | Texte de Frédéric Gerschel et Renaud Saint-Cricq; dessin de James | Glénat       | Bande-dessinée consacrée aux coulisses de l'élection présidentielle française de 2017 et aux primaires associées. |
| 2018  | La Communauté                                                        | Ariane Chemin et Raphaëlle Bacqué                                 | Albin Michel | Enquête et entretiens avec différents habitants sur la ville controversée de Trappes,. |
| 2019  | Il venait d'avoir dix-sept ans                                       | Sylvie Bommel                                                     | JC Lattès    | Enquête sur la rencontre et le couple Emmanuel Macron et Brigitte Trogneux. |

## Jury
Le jury est composé d'amis du journaliste Bernard Mazières : en 2016, il est présidé par Anne Nivat et composé de Jacques Espérandieu, Frédéric Gerschel, Rosalie Lucas, Jean-François Dessaint, Lorrain Kressmann et Bruno Jeudy. En 2014, Olivier Ranson figurait dans le jury.